# Osoriella rubella
Osoriella rubella là một loài nhện trong họ Anyphaenidae.
Loài này thuộc chi Osoriella. Osoriella rubella được Eugen von Keyserling miêu tả năm 1891.